# Match de célébration de l'UEFA
 (mai 2021).
La mise en forme du texte ne suit pas les recommandations de Wikipédia : il faut le « wikifier ».
Les points d'amélioration suivants sont les cas les plus fréquents. Le détail des points à revoir est peut-être précisé sur la page de discussion.
- Les titres sont pré-formatés par le logiciel. Ils ne sont ni en capitales, ni en gras.
- Le texte ne doit pas être écrit en capitales (les noms de famille non plus), ni en gras, ni en italique, ni en « petit »…
- Le gras n'est utilisé que pour surligner le titre de l'article dans l'introduction, une seule fois.
- L'italique est rarement utilisé : mots en langue étrangère, titres d'œuvres, noms de bateaux, etc.
- Les citations ne sont pas en italique mais en corps de texte normal. Elles sont entourées par des guillemets français : « et ».
- Les listes à puces sont à éviter, des paragraphes rédigés étant largement préférés. Les tableaux sont à réserver à la présentation de données structurées (résultats, etc.).
- Les appels de note de bas de page (petits chiffres en exposant, introduits par l'outil «  Source ») sont à placer entre la fin de phrase et le point final[comme ça].
- Les liens internes (vers d'autres articles de Wikipédia) sont à choisir avec parcimonie. Créez des liens vers des articles approfondissant le sujet. Les termes génériques sans rapport avec le sujet sont à éviter, ainsi que les répétitions de liens vers un même terme.
- Les liens externes sont à placer uniquement dans une section « Liens externes », à la fin de l'article. Ces liens sont à choisir avec parcimonie suivant les règles définies. Si un lien sert de source à l'article, son insertion dans le texte est à faire par les notes de bas de page.
- La présentation des références doit suivre les conventions bibliographiques. Il est recommandé d'utiliser les modèles {{Ouvrage}}, {{Chapitre}}, {{Article}}, {{Lien web}} et/ou {{Bibliographie}}. Le mode d'édition visuel peut mettre en forme automatiquement les références.
- Insérer une infobox (cadre d'informations à droite) n'est pas obligatoire pour parachever la mise en page.

Pour une aide détaillée, merci de consulter Aide:Wikification.
Si vous pensez que ces points ont été résolus, vous pouvez retirer ce bandeau et améliorer la mise en forme d'un autre article.
Le match de célébration de l'UEFA est un match de football joué le 13 mars 2007 pour célébrer à la fois le 50e anniversaire de la signature du traité de Rome, qui a jeté les bases de l'Union européenne, et le 50e anniversaire de la participation de Manchester United aux compétitions de l'UEFA. Les représentants ont estimé qu'il serait plus approprié de célébrer l'évènement à travers un match de football plutôt qu'une autre forme de célébration. L'équipe Europe XI, représentant le continent européen et dirigée par le manager italien Marcello Lippi (vainqueur de la Coupe du monde) a joué contre Manchester United à Old Trafford, Manchester. Le match a été retransmis en direct sur BBC Three au Royaume-Uni et également diffusé en direct via le site Web de BBC Online. Les 1,25 million de livres amassées ont été versés à la Manchester United Foundation. Le match était dirigé par l'arbitre allemand Markus Merk,.

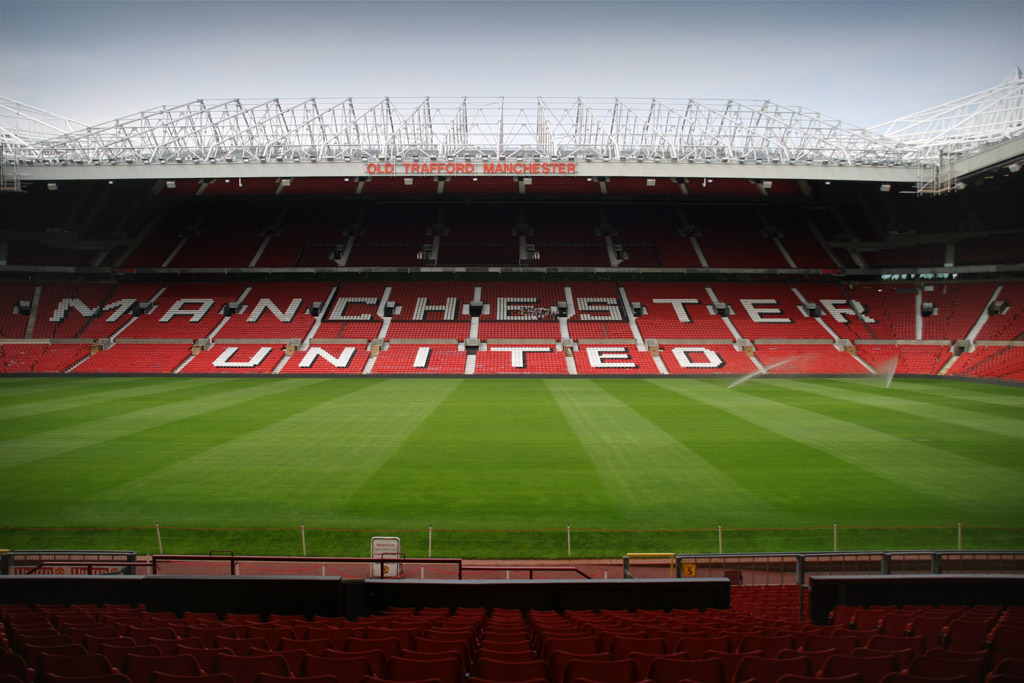
Le match s'est joué sur dans le stade d'Old Trafford, à Manchester.

Le match a été annoncé pour la première fois par l'UEFA lors d'une conférence de presse le 9 décembre 2006, juste après le derby entre Manchester United et Manchester City. L'Union européenne a proposé l'idée à l'UEFA comme étant un moyen de célébrer le 50e anniversaire du traité de Rome, qui a été signé le 25 mars 1957 et a posé les bases d'une Europe unie, et de l'Union européenne elle-même. Un match de football a été choisi comme événement phare, car la manière dont le football rassemble des personnes de toutes nationalités était considérée comme une représentation symbolique de la manière dont l'Europe s'était réunie politiquement. José Manuel Barroso, alors président de la Commission européenne, a déclaré: « Le meilleur du football européen sera présent à Manchester en mars prochain pour marquer le 50e anniversaire de la création de l'Union européenne. Il n'y a pas de meilleur moyen de célébrer les 50 ans de l'Union européenne qu'avec le sport préféré de l'Europe, qui unit les Européens de manière unique, à travers une passion que nous partageons tous et une langue que nous parlons tous ».
Manchester United s'est impliqué dans le projet car il célébrait également le 50e anniversaire de son implication dans les compétitions de l'UEFA ; en 1956–57, ils sont devenus les premiers représentants de l'Angleterre en Coupe d'Europe sous la direction de Matt Busby, qui a mené son équipe à son premier titre européen en 1968. La Sélection d'Europe de football, aussi appelée Europe XI, a été choisie comme adversaire pour ce match, mettant en vedette des joueurs de différentes nationalités jouant au sein des plus grands clubs d'Europe. Cette équipe serait dirigée par l'entraîneur italien Marcello Lippi, avec le directeur technique de l'UEFA Andy Roxburgh comme assistant. Lippi a déclaré: « J'ai immédiatement accepté l'invitation. Je suis ravi de la perspective d'un tel match et j'ai déjà hâte d'affronter mon grand ami [le manager de Manchester United] Sir Alex Ferguson ». L'ancien milieu de terrain de Manchester United, David Beckham, a été le premier joueur à être invité à jouer ce match. Il dira plus tard, à propos de sa participation: « Je suis heureux de jouer le 13 mars. Ce sera quelque chose de spécial de retourner à Old Trafford, et j'ai vraiment hâte d'y être ».

## Avant-match

### Billetterie
Bien que la capacité d'Old Trafford à l'époque était supérieure à 76 000 places, elle a été considérablement réduite pour le match en raison de l'installation de deux écrans géants qui montreraient une vidéo d'avant-match contenant des extraits de l'implication de Manchester United dans les matchs européens au cours des 50 dernières années. Le week-end précédant le match, 70 000 billets avaient été vendus à 17 £ (25€) pour les adultes, à moitié prix pour les plus de 65 ans et à 5 £ (~7€) pour les moins de 16 ans. La capacité pour le match était annoncée comme plafonnée à 72 000 ; cependant, la fréquentation enregistrée a dépassé 74 000 personnes. Le produit de la vente de billets a été versé à la Manchester United Foundation qui a pour objectif d'améliorer la vie des jeunes de la communauté locale à travers le football.

### Les officiels

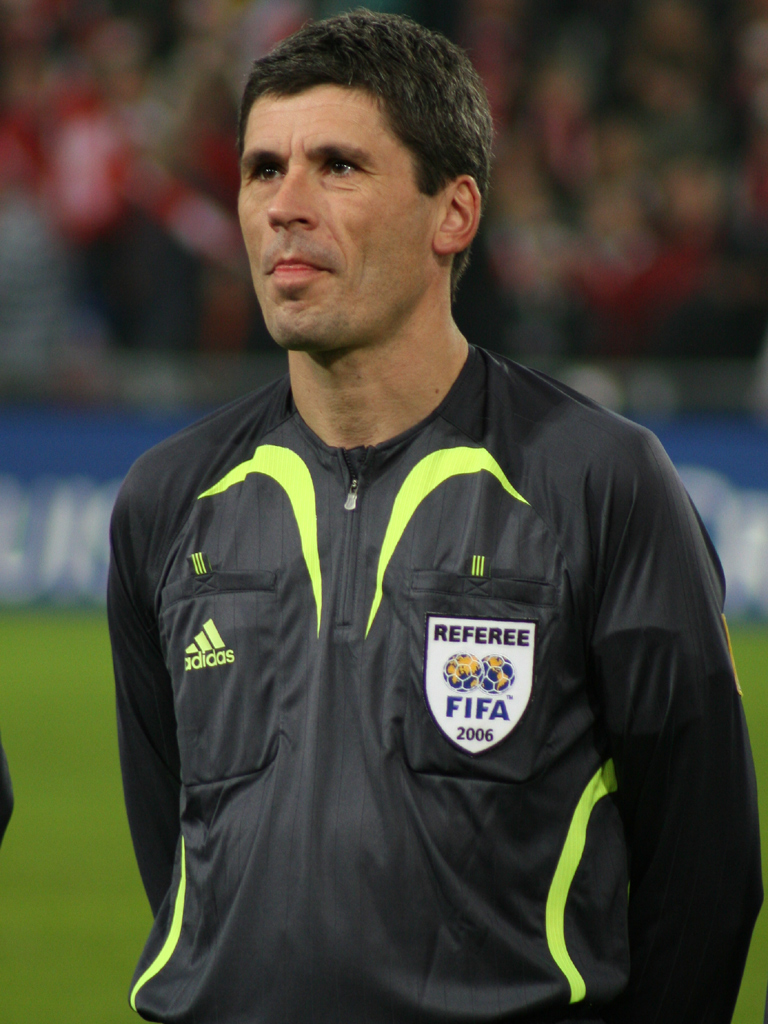
L'arbitre allemand Markus Merk a été désigné pour arbitrer le match.

Symbolisant les différentes nations d'Europe, les officiels du match venaient de quatre pays différents. L'arbitre allemand Markus Merk, avait déjà officié lors de la finale de l'UEFA Champion's League 2003 - également à Old Trafford - ainsi que de la finale de la Coupe d'Europe des vainqueurs de coupe 1996-1997. Il a aussi été le représentant allemand aux Coupes du Monde 2002 et 2006, et aux Championnats d'Europe de 2000 et 2004, dont il a arbitré la finale. Les assistants de Merk étaient l'italien Alessandro Griselli et le belge Mark Simons, tandis que le quatrième officiel était l'anglais Howard Webb.

### Sélection de l'équipe européenne

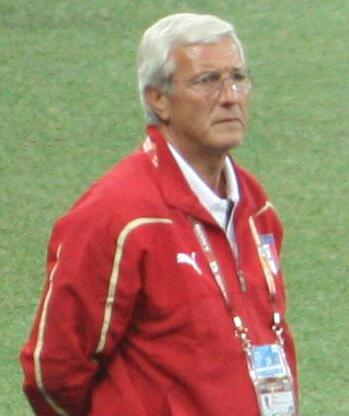
L'UEFA a choisi l'entraîneur de l'équipe nationale d'Italie Marcello Lippi comme entraîneur de l'Europe XI.

Le premier joueur à avoir été ajouté à l'équipe Europe XI est l'ancien milieu de terrain de Manchester United David Beckham, alors au Real Madrid. Après avoir été invité en décembre 2006, il a confirmé sa présence en février 2007. Il a été suivi peu après par les joueurs de Liverpool Steven Gerrard et Jamie Carragher. Les joueurs suivants furent le trio lyonnais Grégory Coupet, Eric Abidal et Juninho, puis le quatuor barcelonais Carles Puyol, Lilian Thuram, Gianluca Zambrotta et Ronaldinho. En plus d'autoriser ses joueurs à jouer ce match, l'entraîneur de Barcelone Frank Rijkaard a rejoint Marcello Lippi dans l'équipe d'entraîneurs de l'Europe XI.
Le week-end précédant le match a vu la confirmation finale de la plupart des membres de l'équipe, dont Henrik Larsson, dont le prêt de 10 semaines à Manchester United a pris fin le 12 mars. Le trio de l'Internazionale Zlatan Ibrahimović, Marco Materazzi et Fabio Grosso, ainsi qu'un autre joueur lyonnais, Florent Malouda, et le gardien du Bayern Munich Oliver Kahn, ont également confirmé leur disponibilité le 10 mars. Cependant, Beckham n'a pas pu participer au match à cause d'une entorse au ligament du genou/ Une dernière vague de joueurs a été annoncée le 11 mars, dont le quatuor milanais Paolo Maldini, Gennaro Gattuso, Andrea Pirlo et Ronaldo, le milieu de terrain de la Roma Alessandro Mancini, le défenseur valencien Miguel et le gardien du Real Madrid, Iker Casillas.
Lippi a confirmé son équipe pour le match lors d'une conférence de presse au siège de la Commission européenne à Bruxelles le 12 mars, à laquelle étaient également présents le président de l'UEFA Michel Platini, le président de la Commission européenne José Manuel Barroso et le directeur de Manchester United, Bobby Charlton.
Lors de la conférence de presse, Lippi a révélé que Zinédine Zidane avait été approché pour sortir de sa retraite le temps du match, mais que le milieu de terrain français avait refusé. Les raisons du refus de Zidane n'ont pas été rendues publiques, mais on pense qu'il ne voulait pas jouer dans la même équipe que Materazzi, qu'il avait frappé de la tête lors de la finale de la Coupe du monde de football 2006.
Le jour du match, cependant, il y eut un certain nombre de retraits, notamment Ronaldinho qui a aggravé une blessure existante lors du match de Barcelone contre le Real Madrid le week-end précédent. Les autres abandons furent ceux de Oliver Kahn, Iker Casillas, Paolo Maldini, Lilian Thuram, Carles Puyol, Fabio Grosso, Miguel, Juninho et Ronaldo. Ces retraits de dernière minute ont conduit à d'autres appels, principalement des coéquipiers des membres restants de l'équipe et des joueurs d'autres clubs anglais; ces derniers étaient Santiago Cañizares, Roberto Ayala (jouant tous deux Valence), Iván Campo, Stelios Giannakopoulos, El Hadji Diouf (Bolton Wanderers), Dejan Stefanović (Portsmouth), Philippe Christanval (Fulham), Kim Källström (Lyon), Boudewijn Zenden et Robbie Fowler (Liverpool).
Manchester United a joué cette rencontre sans plusieurs de ses joueurs, blessés lors des semaines précédentes.Edwin van der Sar s'est blessé au mollet lors de l'échauffement avant le match de FA Cup de United contre Middlesbrough le 10 mars, Rio Ferdinand et Nemanja Vidić ont encaissé des coups dans le même match. Parmi les autres blessures à long terme, mentionnons Mikaël Silvestre (luxation de l'épaule), Darren Fletcher (cheville), Louis Saha (ischio-jambiers) et Ole Gunnar Solskjær (genou). Cependant, Alan Smith ayant récupéré d'une jambe cassée et d'une cheville luxée, touchées en février 2006, était finalement disponible pour cette rencontre. Des places dans l'équipe ont ainsi été libérées pour les jeunes Kieran Richardson, Chris Eagles et Tom Heaton. De son côté, Dong Fangzhuo - récemment revenu d'un prêt au Royal Antwerp après avoir reçu un permis de travail britannique - a été ajouté à l'équipe première afin de renforcer une attaque épuisée. Malgré les affirmations antérieures de Alex Ferguson selon lesquelles l'équipe de Manchester United serait entièrement composée de joueurs actuels, les mancuniens ont aussi invité un joueur : Andy Cole - alors à Portsmouth - qui a fait un retour à Old Trafford dans le maillot numéro 9, numéro porté à l'époque par Saha, qu'il y avait porté pendant la majeure partie de sa carrière.

## La rencontre

### Résumé

#### Première période

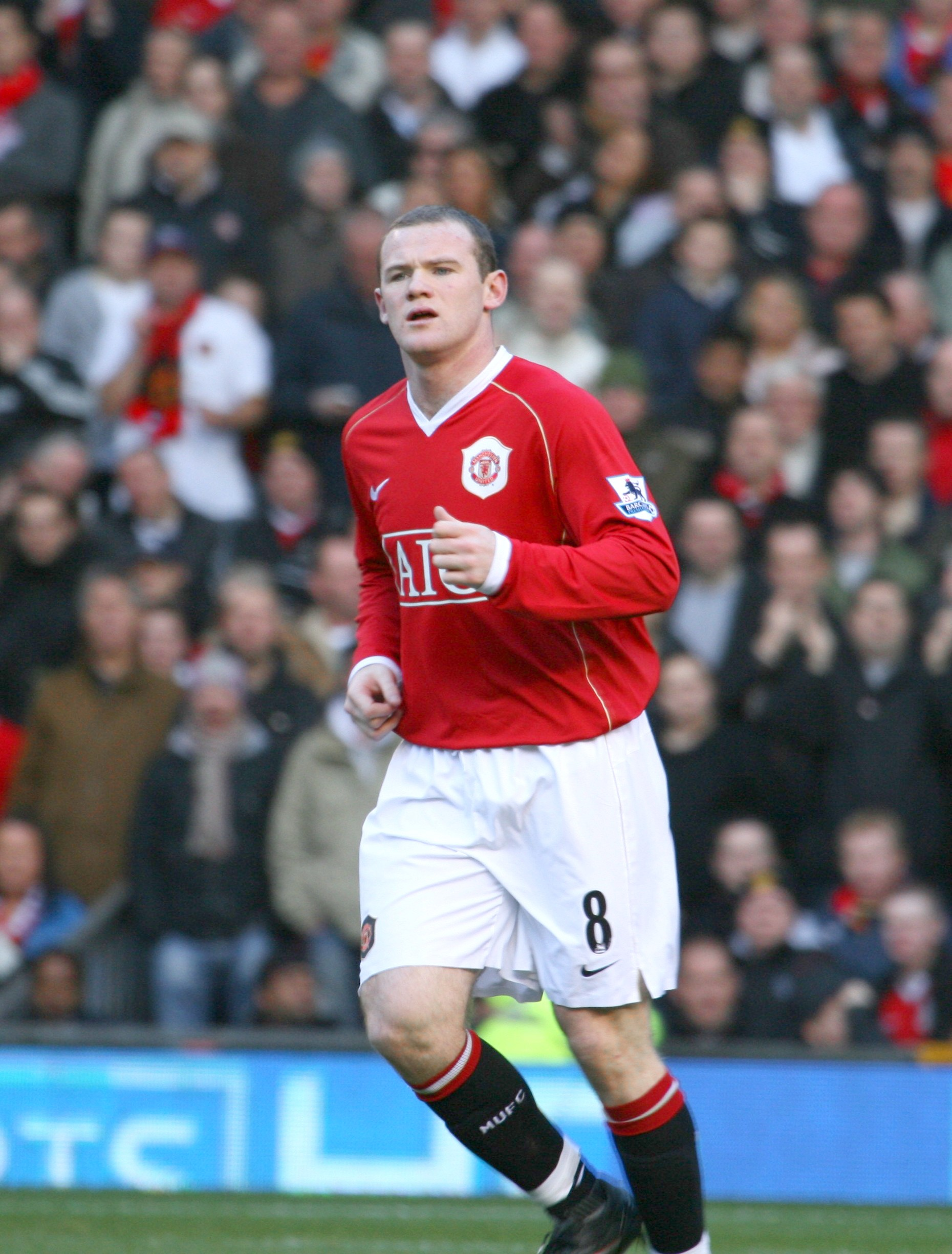
Wayne Rooney a marqué deux buts en première période pour Manchester United.

Manchester United a ouvert le score à la sixième minute du match, après une passe en profondeur de Paul Scholes à destination de Wayne Rooney, qui a trompé le portier espagnol Santiago Cañizares. Trois minutes plus tard, Cristiano Ronaldo a frappé un corner court vers Ryan Giggs qui a éliminé deux joueurs de l'Europe XI avant d'envoyer le ballon dans la surface, d'où Wes Brown l'a poussé au fond des filets. Après quelques occasions supplémentaires pour l'équipe locale, l'Europe XI s'est remis en jeu au milieu de la première mi-temps, grâce à la frappe rasante et lointaine de Florent Malouda qui est allée se loger hors de portée de main de Tomasz Kuszczak.
Cristiano Ronaldo a rétabli l'avance de deux buts de United à la 35e minute, après une faute de Park Ji-sung à 30 mètres du but; pensant que Ronaldo tirerait vers le côté ouvert du but, Cañizares a fait un pas à sa droite tandis que Ronaldo frappait le ballon, pour le voir voler au-dessus du mur et dans le coin supérieur du côté opposé. L'Europe XI a eu une occasion de réduire à nouveau l'écart depuis le point de penalty une minute plus tard, après une faute de Brown sur Zlatan Ibrahimović dans la surface de réparation ; le Suédois a pris le ballon de son compatriote Henrik Larsson pour frapper lui-même le penalty, refusant à Larsson la chance de marquer contre l'équipe qu'il avait quitté la veille, mais le coup de pied d'Ibrahimović a frappé la barre transversale. Rooney a creusé l'écart avec un quatrième but pour Manchester United (son deuxième) deux minutes avant la mi-temps ; Ronaldo a récupéré le ballon juste à l'entrée de sa moitié de terrain avant de le conduire vers l'avant et de le passer à Park sur l'aile droite. Le Coréen a repris le ballon dans la surface de réparation, où il finira l'action de son pied gauche.

#### Deuxième période
Ne voulant pas risquer que ses meilleurs joueurs se blessent, Manchester United a effectué cinq remplacements à la mi-temps, sortant Kuszczak, Ronaldo, Giggs, Rooney et le capitaine Gary Neville au profit de Tom Heaton, John O'Shea, Chris Eagles, Michael Carrick et Andy Cole. L'Europe XI a également effectué de nombreux changements, remplaçant neuf des onze membres de sa formation de départ, seuls Larsson et l'arrière latéral Gianluca Zambrotta restant sur le terrain. Parmi les entrants, l'attaquant de Bolton, El Hadji Diouf, qui a marqué dans les sept minutes après la reprise. Sur un corner, l'attaquant sénégalais a échangé des passes avec deux de ses coéquipiers avant d'envoyer la balle au deuxième poteau, où Dejan Stefanović a renvoyé le ballon de l'autre côté de la surface vers Diouf qui finit l'action en envoyant le ballon au fond des filets. Diouf a ensuite marqué un penalty, après une faute dans la surface de réparation de Gabriel Heinze. Le gardien de Manchester United, Heaton a plongé à sa droite, tandis que Diouf a envoyé le ballon au centre du but. C'était le dernier but du match, qui s'est terminé sur un score de 4–3 en faveur de Manchester United.

### Détails
| Titulaires :      |    |                     |     |
|                   |    |                     |     |
| G                 | 29 | 0 Tomasz Kuszczak   | 45e |
| DD                | 2  | 0 Gary Neville      | 45e |
| DC                | 6  | 0 Wes Brown         |     |
| DC                | 4  | 0 Gabriel Heinze    |     |
| DG                | 23 | 0 Kieran Richardson |     |
| MD                | 7  | 0 Cristiano Ronaldo | 45e |
| MC                | 18 | 0 Paul Scholes      |     |
| MC                | 11 | 0 Ryan Giggs        | 45e |
| MG                | 13 | 0 Park Ji-sung      |     |
| AC                | 14 | 0 Alan Smith        | 72e |
| AC                | 8  | 0 Wayne Rooney      | 45e |
|                   |    |                     |     |
| Remplaçants :     |    |                     |     |
| G                 | 38 | 0 Tom Heaton        | 45e |
| D                 | 22 | 0 John O'Shea       | 45e |
| M                 | 16 | 0 Michael Carrick   | 45e |
| M                 | 33 | 0 Chris Eagles      | 45e |
| A                 | 9  | 0 Andy Cole         | 45e |
| A                 | 21 | 0 Dong Fangzhuo     | 72e |
|                   |    |                     |     |
| Entraîneur :      |    |                     |     |
| Sir Alex Ferguson |    |                     |     |

| Titulaires :   |    |                                             |     |
|                |    |                                             |     |
| G              | 1  | 0 Santiago Cañizares (Valencia)             | 45e |
| DD             | 11 | 0 Gianluca Zambrotta (FC Barcelone)         | 64e |
| DC             | 4  | 0 Roberto Ayala (Valencia)                  | 45e |
| DC             | 23 | 0 Marco Materazzi (Inter Milan)             | 45e |
| DG             | 20 | 0 Eric Abidal (Lyon)                        | 45e |
| MD             | 30 | 0 Alessandro Mancini (Roma)                 | 45e |
| MC             | 21 | 0 Andrea Pirlo (AC Milan)                   | 45e |
| MC             | 18 | 0 Gennaro Gattuso (AC Milan)                | 45e |
| MG             | 14 | 0 Florent Malouda (Lyon)                    | 45e |
| AC             | 10 | 0 Zlatan Ibrahimović (Inter Milan)          | 45e |
| AC             | 17 | 0 Henrik Larsson (Helsingborgs)             | 64e |
|                |    |                                             |     |
| Remplaçants :  |    |                                             |     |
| G              | 12 | 0 Grégory Coupet (Lyon)                     | 45e |
| D              | 2  | 0 Iván Campo (Bolton Wanderers)             | 64e |
| D              | 3  | 0 Dejan Stefanović (Portsmouth)             | 45e |
| D              | 5  | 0 Philippe Christanval (Fulham)             | 45e |
| D              | 15 | 0 Jamie Carragher (Liverpool)               | 45e |
| M              | 6  | 0 Kim Källström (Lyon)                      | 45e |
| M              | 8  | 0 Steven Gerrard (Liverpool)                | 45e |
| M              | 16 | 0 Stelios Giannakopoulos (Bolton Wanderers) | 45e |
| M              | 32 | 0 Boudewijn Zenden (Liverpool)              | 45e |
| A              | 9  | 0 Robbie Fowler (Liverpool)                 | 64e |
| A              | 19 | 0 El Hadji Diouf (Bolton Wanderers)         | 45e |
|                |    |                                             |     |
| Entraîneur :   |    |                                             |     |
| Marcello Lippi |    |                                             |     |

| Titulaires :      |    |                     |     |
|                   |    |                     |     |
| G                 | 29 | 0 Tomasz Kuszczak   | 45e |
| DD                | 2  | 0 Gary Neville      | 45e |
| DC                | 6  | 0 Wes Brown         |     |
| DC                | 4  | 0 Gabriel Heinze    |     |
| DG                | 23 | 0 Kieran Richardson |     |
| MD                | 7  | 0 Cristiano Ronaldo | 45e |
| MC                | 18 | 0 Paul Scholes      |     |
| MC                | 11 | 0 Ryan Giggs        | 45e |
| MG                | 13 | 0 Park Ji-sung      |     |
| AC                | 14 | 0 Alan Smith        | 72e |
| AC                | 8  | 0 Wayne Rooney      | 45e |
|                   |    |                     |     |
| Remplaçants :     |    |                     |     |
| G                 | 38 | 0 Tom Heaton        | 45e |
| D                 | 22 | 0 John O'Shea       | 45e |
| M                 | 16 | 0 Michael Carrick   | 45e |
| M                 | 33 | 0 Chris Eagles      | 45e |
| A                 | 9  | 0 Andy Cole         | 45e |
| A                 | 21 | 0 Dong Fangzhuo     | 72e |
|                   |    |                     |     |
| Entraîneur :      |    |                     |     |
| Sir Alex Ferguson |    |                     |     |

| Titulaires :   |    |                                             |     |
|                |    |                                             |     |
| G              | 1  | 0 Santiago Cañizares (Valencia)             | 45e |
| DD             | 11 | 0 Gianluca Zambrotta (FC Barcelone)         | 64e |
| DC             | 4  | 0 Roberto Ayala (Valencia)                  | 45e |
| DC             | 23 | 0 Marco Materazzi (Inter Milan)             | 45e |
| DG             | 20 | 0 Eric Abidal (Lyon)                        | 45e |
| MD             | 30 | 0 Alessandro Mancini (Roma)                 | 45e |
| MC             | 21 | 0 Andrea Pirlo (AC Milan)                   | 45e |
| MC             | 18 | 0 Gennaro Gattuso (AC Milan)                | 45e |
| MG             | 14 | 0 Florent Malouda (Lyon)                    | 45e |
| AC             | 10 | 0 Zlatan Ibrahimović (Inter Milan)          | 45e |
| AC             | 17 | 0 Henrik Larsson (Helsingborgs)             | 64e |
|                |    |                                             |     |
| Remplaçants :  |    |                                             |     |
| G              | 12 | 0 Grégory Coupet (Lyon)                     | 45e |
| D              | 2  | 0 Iván Campo (Bolton Wanderers)             | 64e |
| D              | 3  | 0 Dejan Stefanović (Portsmouth)             | 45e |
| D              | 5  | 0 Philippe Christanval (Fulham)             | 45e |
| D              | 15 | 0 Jamie Carragher (Liverpool)               | 45e |
| M              | 6  | 0 Kim Källström (Lyon)                      | 45e |
| M              | 8  | 0 Steven Gerrard (Liverpool)                | 45e |
| M              | 16 | 0 Stelios Giannakopoulos (Bolton Wanderers) | 45e |
| M              | 32 | 0 Boudewijn Zenden (Liverpool)              | 45e |
| A              | 9  | 0 Robbie Fowler (Liverpool)                 | 64e |
| A              | 19 | 0 El Hadji Diouf (Bolton Wanderers)         | 45e |
|                |    |                                             |     |
| Entraîneur :   |    |                                             |     |
| Marcello Lippi |    |                                             |     |

| Manchester United | Europe XI |

## Après le match
Après le match, Alex Ferguson a rendu hommage à l'événement en déclarant: « C'était fantastique. Tous les joueurs étaient détendus et c'est incroyable quand on joue sans pression, ils peuvent tellement s'amuser. Pour tous ceux qui ont assisté au match, ce fut une très bonne soirée. C'était bien qu'il y ait autant de jeunes ici. Les prix des billets étaient adaptés pour les jeunes et c'était bien de voir du très bon football aussi. » Marcello Lippi était tout aussi effusif à propos des performances présentées: « C'était censé être une fête et ça l'était. Ce que j'ai vu sur le terrain était une bonne performance et un bon spectacle pour les fans. Je remercie tous ces joueurs qui sont venus parce que certains sont venus à la dernière minute et étaient très désireux de jouer ce match de célébration. »
Les dignitaires présents à Old Trafford ont rendu hommage au message que le jeu a envoyé sur l'unité et l'importance d'une Europe unie. Le président de l'UEFA Michel Platini a déclaré: « Le football rassemble les gens. Dans un continent si fier de sa diversité culturelle, le football offre un langage commun. Cela aide à intégrer différentes communautés. Notre sport véhicule certaines des valeurs fondamentales de l'Europe: l'État de droit, le respect d'autrui, la liberté d'expression, le travail d'équipe et la solidarité. Je suis très fier que l'UEFA ait pu organiser ce match spécial. » Pendant ce temps, Bobby Charlton a commenté : « L'histoire de Manchester United est liée à celle de l'Europe. Certains des plus grands moments du club se sont déroulés sur une scène européenne. » Il a également déclaré qu'il était heureux d'accueillir « tant de stars et d'amis à Old Trafford pour célébrer ces deux anniversaires importants. »

## Diffusion
Le match a été diffusé en direct sur les chaînes de télévision nationales de 17 pays de l'Union européenne, ainsi que dans plusieurs autres pays européens non membres de l'UE, avec une diffusion hôte fournie par la British Broadcasting Corporation (BBC). En France, le match était diffusé sur France 4.
| Nation             | Diffuseur            |
| ------------------ | -------------------- |
| Belgique           | RTBF, VRT            |
| Bulgarie           | BNT                  |
| Chypre             | CBC, Lumière TV      |
| République Tchèque | Télévision Sport 1   |
| France             | France 4             |
| Allemagne          | ARD, ZDF             |
| Grèce              | ERT                  |
| Hongrie            | Télévision Sport 1   |
| Irlande            | RTÉ Deux             |
| Italie             | RAI                  |
| Lituanie           | LT                   |
| Pologne            | TVP                  |
| Portugal           | RTP                  |
| Roumanie           | TV Sport, Sport 1 TV |
| Slovaquie          | Télévision Sport 1   |
| Espagne            | TVE                  |